# Metropolia Bostonu

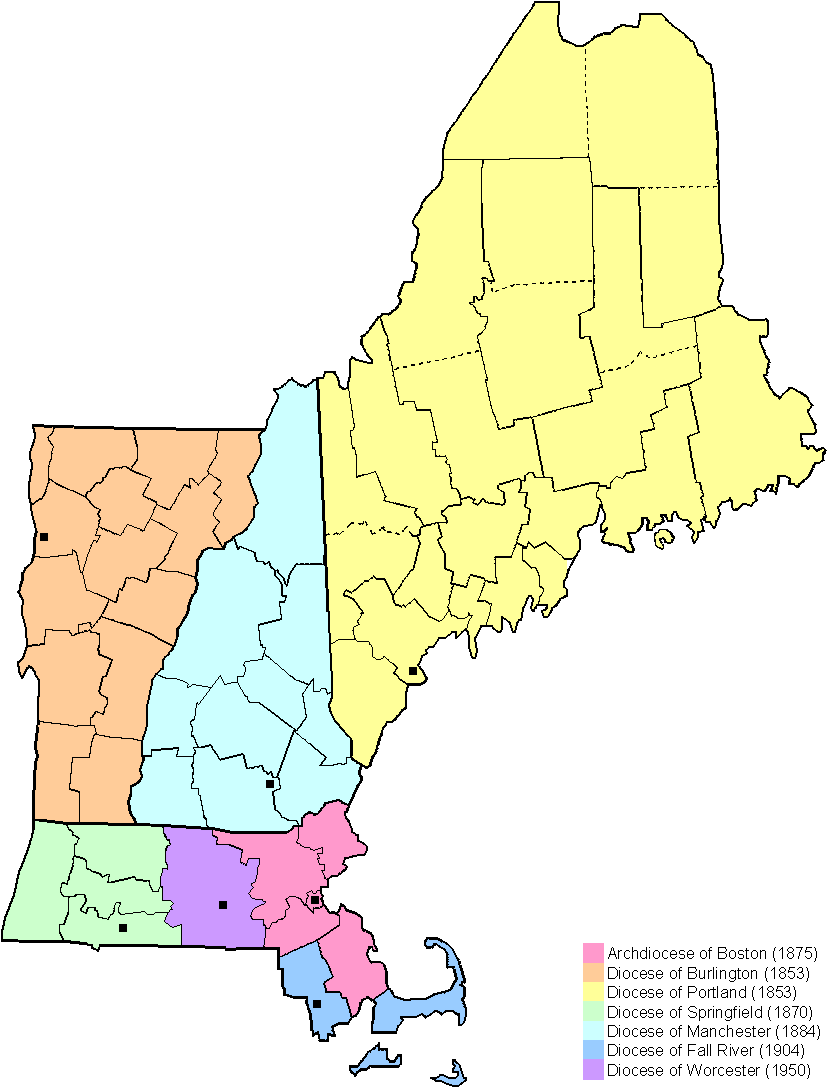
Metropolia Bostonu

Metropolia Bostonu – metropolia Kościoła rzymskokatolickiego obejmująca w całości stany Massachusetts, Maine oraz New Hampshire w Stanach Zjednoczonych. 
Katedrą metropolitarną jest archikatedra Świętego Krzyża w Bostonie.

## Podział administracyjny
Metropolia jest częścią regionu I (CT, MA, ME, NH, RI, VT)
- Archidiecezja Bostonu
- Diecezja Fall River
- Diecezja Manchester
- Diecezja Portlandu
- Diecezja Springfield w Massachusetts
- Diecezja Worcester

## Metropolici
- Arcybiskup John Joseph Williams (1875–1907)
- Kardynał William O’Connell (1907–1944)
- Kardynał Richard Cushing (1944–1970)
- Kardynał Humberto Sousa Medeiros (1970–1983)
- Kardynał Bernard Law (1984–2002)
- Kardynał Seán O’Malley OFMCap. (2003–2024)
- Arcybiskup Richard Henning (od 2024)